# Convention démocratique des peuples africains
La Convention démocratique des peuples africains (CDPA) est un parti politique togolais, membre consultatif de l'Internationale socialiste.
Sa secrétaire générale est Kafui Adjamagbo-Johnson.